# Piruanycha
Piruanycha is een kevergeslacht uit de familie van de boktorren (Cerambycidae). De wetenschappelijke naam van het geslacht werd voor het eerst geldig gepubliceerd in 1997 door Martins & Galileo.

## Soorten
Piruanycha omvat de volgende soorten:
- Piruanycha itaiuba Martins & Galileo, 1997
- Piruanycha ocoa Martins & Galileo, 1997
- Piruanycha pitilla Galileo & Martins, 2005